# زیردریایی کلاس-ام (بریتانیا)
زیردریایی کلاس-ام (بریتانیا) (به انگلیسی: British M-class submarine) یک کلاس از زیردریایی است که طول آن ۲۹۵ فوت ۹ اینچ (۹۰٫۱۴ متر) می‌باشد.